# 2855 Бастіан
2855 Бастіан (2855 Bastian) — астероїд головного поясу, відкритий 10 жовтня 1931 року.
Тіссеранів параметр щодо Юпітера — 3,461.